# 湖南省参事室
湖南省参事室是中华人民共和国湖南省人民政府具有统战性、咨询性的直属机构。与湖南省文史研究馆合署办公。

## 主要职能
1. 组织参事对政府工作的某些方针、政策的实施情况进行调查研究，了解反映社情民意，参政咨询。
2. 组织参事对有关地方性法规草案进行研究评议，提出修改意见。
3. 贯彻执行党的统一战线政策，支持、组织参事和馆员参加爱国统一战线工作。
4. 组织参事、馆员撰写和整理文史资料。
5. 组织馆员进行文史研究、书画创作活动。
6. 承办省人民政府参事的选聘、续聘和解聘工作，承办省文史研究馆馆员的选聘工作。
7. 为参事、馆员提供必要的工作和生活条件，做好服务工作并做好其遗孀的管理服务工作。
8. 承办省委、省人民政府交办的其他事项。[1]

## 机构设置

### 内设机构
- 办公室
- 参事业务处
- 文史业务处
- 人事处
- 机关党委
- 纪检（监察）机构[2]